# Chera
Chera là một triều đại hoàng gia cổ đại cai trị các khu vực nay thuộc cảc bang Tamil Nadu (Kongu Nadu) và Kerala ở Ấn Độ. Cùng với Chola và Pandya, họ thành lập ba quốc gia giao chiến với nhau thời kỳ đồ sắt của miền Nam Ấn Độ, được gọi là Ba vua của Tamilakam.
Đến các thế kỷ đầu của Công nguyên, xã hội dân sự và tư cách nhà nước thuộc Chera được phát triển ở khu vực ngày nay là miền tây Tamil Nadu. Các vị trí của thủ đô Chera thường được người ta cho là đóng ở nơi ngày nay là Karur (được xác định với Korura của Ptolemy). Vương quốc Chera sau đó mở rộng đến các vùng đồng bằng của Kerala, khoảng trống Palghat, dọc theo sông Bharathappuzha và chiếm phần đất giữa sông Bharathappuzha và sông Periyar, tạo ra hai phố cảng, Tondi (Tyndis) và Muciri (Muziris), nơi cư thương mại La Mã phát triển mạnh mẽ.
Chera có xung đột liên tục với Chola và Pandya láng giềng. Chera được cho là đã đánh bại quân đội kết hợp giữa Pandya và Chola và các quốc gia đồng minh của họ. Họ cũng có các trận chiến với các nước Kadambā của Banavasi và Yavanas (người Hy Lạp) trên bờ biển Ấn Độ. Sau thế kỷ thứ 2, sức mạnh của Chera phân rã nhanh chóng với sự suy giảm của thương mại béo bở với những người La Mã. 